# Institut international pour l'analyse des systèmes appliqués
L‘Institut international d'analyse des systèmes appliqués (IIASA) – anglais International Institute for Applied Systems Analysis (IIASA) – est un institut de recherche international indépendant situé à Laxenburg, juste à l'extérieur de Vienne en Autriche. L‘IIASA a été fondé en tant qu'initiative de coopération scientifique Est-ouest pendant la guerre froide. Grâce à ses programmes de recherche et à ses initiatives, l'institut mène des recherches interdisciplinaires axées sur les politiques dans des domaines trop vastes ou trop complexes pour être résolus par un seul pays ou une seule discipline universitaire. Il s'agit notamment du changement climatique, de la sécurité énergétique, du vieillissement de la population et du développement durable. Les résultats de la recherche de l'IIASA et l'expertise de ses chercheurs sont mis à la disposition des décideurs politiques du monde entier pour les aider à élaborer des politiques éclairées et fondées sur des données probantes.

## Organisation
Près de 600 chercheurs de 60 pays travaillent actuellement avec l'institut. Le réseau international et interdisciplinaire de l'IIASA comprend du personnel, des anciens étudiants, des collectivités membres, des collaborateurs, des partenaires diplomatiques et des chercheurs invités.
Hans Joachim "John" Schellnhuber est l'actuel directeur général de l'IIASA et Wolfgang Lutz est le directeur général adjoint par intérim pour la science de l'institut. Parmi les anciens administrateurs figuraient Howard Raiffa, professeur à la Harvard Business School et à la Harvard Kennedy School, Roger Levien, ancien vice-président de la stratégie chez Xerox, Leen Hordijk, ancien directeur de l' Institut pour l'environnement et le développement durable, Centre commun de recherche, Commission européenne, Ispra, Italie, et Detlof von Winterfeldt, professeur à l'Université de Californie du Sud.
L'IIASA est une institution non gouvernementale financée par des organisations scientifiques de ses pays membres, notamment l'Autriche, le Brésil, la Chine, l'Égypte, la Finlande, l'Allemagne, l'Inde, l'Iran, Israël, le Japon, la Corée, la Norvège, la Russie, la Slovaquie, la Suède, l'Ukraine, le Royaume-Uni, les États-Unis et le Vietnam. En 2022, l'IIASA a augmenté le nombre de ses membres par le biais de l'Organisation régionale des membres de l'Afrique subsaharienne (SSARMO), dans le cadre d'une approche régionale de la participation aux activités de recherche et de renforcement des capacités de l'IIASA. La SSARMO comprend 18 pays africains ( Botswana, Burkina Faso, Côte d'Ivoire, Éthiopie, Ghana, Kenya, Malawi, Mozambique, Namibie, Nigeria, Rwanda, Sénégal, Sierra Leone, Afrique du Sud, Tanzanie, Ouganda, Zambie et Zimbabwe ) qui participent à la Science Granting Councils Initiative (SGCI) en Afrique subsaharienne. Le financement de l'institut provient également de contrats, de subventions et de dons de gouvernements, d'organisations internationales, d'universités, d'entreprises et de particuliers. Ses recherches sont indépendantes et ne sont pas limitées par les intérêts politiques ou nationaux des pays membres.

## Histoire
L'IIASA a été créée par une charte signée le 4 octobre 1972 par des représentants de l'Union soviétique, des États-Unis et de dix autres pays des blocs de l'Est et de l'Ouest à la Royal Society de Londres. C'était le point culminant de six années d'efforts menés à la fois par le président américain Lyndon Johnson et le premier ministre de l'URSS Alexeï Kossyguine. Pour l’IIASA, c’était le début d’un projet visant à utiliser la coopération scientifique pour jeter des ponts au-delà des divisions de la guerre froide et pour affronter les problèmes mondiaux croissants à une échelle véritablement internationale. Le premier scientifique est arrivé à l'IIASA en juin 1973.
L'IIASA a constitué des équipes multidisciplinaires internationales pour faire face à d'innombrables défis mondiaux, anciens et émergents. Par exemple, une étude sur la pollution de l’eau réalisée dans les années 1980 par une équipe de chimistes, biologistes et économistes de l’IIASA constitue toujours la base de la conception moderne des politiques de l’eau au Japon, aux États-Unis et dans l’ex-URSS.
L'approche de l'IIASA consistant à rassembler différentes nationalités et disciplines pour travailler vers des objectifs communs a maintenant été largement imitée, par exemple dans le cadre du Groupe d'experts intergouvernemental sur l'évolution du climat et du Programme international géosphère-biosphère.
Au lieu de fermer dans les années 1990 à la fin de la guerre froide, l'institut a élargi son mandat, passant d'un rapprochement entre l'Est et l'Ouest à une approche globale. Aujourd'hui, l'IIASA rassemble un large éventail de compétences scientifiques pour apporter un éclairage scientifique sur des questions politiques cruciales dans les débats internationaux et nationaux sur le changement planétaire.

## Recherche actuelle
La mission de l'IIASA est de fournir des conseils scientifiques aux décideurs politiques en trouvant des solutions aux problèmes mondiaux grâce à l'analyse des systèmes appliqués afin d'améliorer le bien-être humain et de protéger l'environnement. L'institut est à l'avant-garde de la promotion de la diplomatie scientifique et de l'encouragement des débats sur la manière dont la science peut contribuer à instaurer la confiance entre les nations et à soutenir les politiques étrangères.
La Déclaration de Vienne sur la diplomatie scientifique, un document créé par l'IIASA, plaidant en faveur d'un engagement mondial renouvelé en faveur de la coopération scientifique internationale pour aider les pays à construire des relations plus solides au bénéfice de l'ensemble de l'humanité, a été approuvée par près de deux cents personnalités éminentes du monde universitaire. et la communauté des décideurs politiques, notamment SE Ban Ki-moon, 8e secrétaire général de l'ONU et coprésident du Centre Ban Ki-moon pour les citoyens du monde, et SE Tarja Halonen, 11e présidente de la République de Finlande et membre du secrétaire de l'ONU. Conseil consultatif général de haut niveau sur la médiation.
En 2021, l'IIASA s'est lancé dans une nouvelle stratégie visant à développer et à appliquer la science des systèmes pour soutenir les transformations vers la durabilité. S'appuyant sur près de cinquante ans d'expérience en science des systèmes, la stratégie 2021-2030 de l'IIASA positionne l'institut comme la principale destination pour les solutions de systèmes intégrés et les perspectives politiques aux défis, menaces et opportunités actuels, émergents et nouveaux en matière de durabilité mondiale. La stratégie combine trois piliers intégrés - la recherche, l'amélioration de l'impact et la mise en œuvre - pour concrétiser cette vision.
Pour soutenir la stratégie de l'IIASA, l'institut a également mis en place une nouvelle structure de recherche afin d'améliorer l'intégration des travaux scientifiques dans l'ensemble de l'institut et de renforcer ainsi l'IIASA dans sa navigation au sein du système mondial des systèmes. La nouvelle structure comporte deux niveaux composés de six programmes de recherche, eux-mêmes divisés en groupes de recherche, avec la possibilité d'activer ou de désactiver des groupes en fonction de l'évolution des priorités : Advancing Systems Analysis (ASA), Biodiversity and Natural Resources (BNR), Economic Frontiers (EF), Energy, Climate, and Environment (ECE), Population and Just Societies (POPJUS), and Strategic Initiatives (SI) (Progrès de l'analyse des systèmes, biodiversité et ressources naturelles, frontières économiques, énergie, climat et environnement, population et sociétés justes, initiatives stratégiques).

## Projets majeurs
Dix scientifiques de l'IIASA figuraient parmi les auteurs du quatrième rapport d'évaluation du GIEC (le travail du GIEC, y compris les contributions de nombreux scientifiques, a été reconnu par l'attribution conjointe du prix Nobel de la paix 2007 ). Les chercheurs de l'IIASA sont des contributeurs majeurs aux groupes de travail II et III du cinquième rapport d'évaluation du GIEC  et sont des contributeurs invités aux groupes de travail I, II et III du sixième rapport d'évaluation du GIEC.
Le modèle GAINS (Gaz à effet de serre – Interactions et synergies entre pollution atmosphérique) a été lancé en 2006 en tant qu’extension du modèle RAINS qui est utilisé pour évaluer des stratégies de réponse rentables pour lutter contre la pollution atmosphérique, telle que les particules fines et l’ozone troposphérique. Le gouvernement chinois a officiellement adopté GAINS en 2019 pour renforcer la gestion de la qualité de l'air dans le pays.
L'IIASA, dirigée par l'Arctic Futures Initiative (AFI), en collaboration avec le ministère finlandais des Affaires étrangères, a abouti à un rapport examinant la manière dont les différents acteurs de l'Arctique définissent et abordent les questions liées à la dimension humaine, à la gouvernance, à la coopération internationale, à la protection de l'environnement, à la pollution et au changement climatique., la sécurité, la sûreté, l’économie, le tourisme, les infrastructures, ainsi que la science et l’éducation.
L'IIASA est un membre principal de la Coalition pour l'alimentation et l'utilisation des terres (FOLU) qui rassemble des parties prenantes du monde universitaire et des secteurs public et privé pour identifier et promouvoir des solutions qui assurent la sécurité alimentaire, des régimes alimentaires sains et abordables, mettent fin à la perte de biodiversité, restaurent et protègent les écosystèmes. services et atténuer le changement climatique et la pollution de l’environnement.
Un partenariat avec le Fonds pour l'environnement mondial et l'Organisation des Nations unies pour le développement industriel, le projet de solutions intégrées pour l'eau, l'énergie et la terre (ISWEL), a développé des outils et des capacités pour la gestion cohérente des ressources en eau, en énergie et en terres dans l'Indus et le Zambèze. bassins.
En collaboration avec le Réseau de solutions de développement durable (SDSN), l'IIASA a lancé le Consortium Food Agriculture Land Use Biodiversity and Energy (FABLE) en tant que plateforme de connaissances. FABLE rassemble des équipes de recherche et de politique de 20 pays développés et en développement pour faire progresser les outils analytiques et l'aide à la décision assistée par des modèles afin d'analyser la capacité des voies de développement à répondre aux aspirations nationales, tout en s'alignant collectivement, entre autres, sur les objectifs de développement durable (ODD). ) et l'Accord de Paris.
Les défis et opportunités de l'IIASA pour l'intégration économique au sein d'un projet spatial européen et eurasien plus large ont servi de plate-forme où les principales parties prenantes ont pu engager un dialogue fondé sur des données probantes. En 2018, le projet a publié trois rapports contenant des analyses et des recommandations dans plusieurs domaines importants. Le premier rapport comparait les normes de produits et les réglementations techniques dans la région et révélait que l'Union économique eurasienne a déjà adopté les normes internationales de manière plus complète qu'on ne le pensait auparavant. Le deuxième rapport sur les investissements directs étrangers a souligné que les flux de capitaux entre l'Union européenne et la Russie sont en baisse. Le troisième rapport s'est penché sur les corridors de transport terrestre transeurasiens et a soutenu que l'amélioration des échanges entre l'Europe et l'Asie nécessiterait une capacité accrue, la suppression des goulots d'étranglement des infrastructures, l'harmonisation des environnements réglementaires et une augmentation des investissements associés.
Depuis 2010, l'IIASA est l'une des trois « institutions piliers » du Centre Wittgenstein pour la démographie et le capital humain mondial.
L'évaluation énergétique mondiale de l'IIASA a été publiée en 2012. Le rapport est le résultat du travail collaboratif et intégré de plus de 500 auteurs, analystes et évaluateurs du monde entier qui ont contribué à une analyse indépendante, scientifiquement fondée et pertinente sur le plan politique des questions et options énergétiques actuelles et émergentes. L'évaluation fournit une analyse des questions liées à l'énergie, notamment le développement durable, l'éradication de la pauvreté, l'atténuation du changement climatique, la santé, la sécurité énergétique et l'accès à l'énergie.

## Lectures complémentaires
- Eglė Rindzevičiūtė, The power of systems: how policy sciences opened up the cold war world, Ithaca, New York, USA, Cornell University Press, 15 novembre 2016 (ISBN 978-1-5017-0318-8, DOI 10.7591/cornell/9781501703188.001.0001, lire en ligne)
- Thomas Johansson, Global Energy Assessment (GEA, Cambridge University Press International Institute for Applied Systems Analysis, 2012 (ISBN 978-0-521-18293-5, OCLC 810924682)

## Voir également
- Institut paneuropéen de recherche scientifique sur les systèmes automatisés appliqués (VNIIPAS/ВНИИПАС)
- Club de Rome